# Protestants kerkhof Waspik
Het Protestants kerkhof Waspik is een begraafplaats, gelegen aan de Raadhuisstraat in het Nederlandse dorp Waspik (gemeente Waalwijk in de provincie Noord-Brabant). De begraafplaats ligt rond de Nederlands Hervormde Kerk en heeft een oppervlakte van 2.600 m². Ze wordt omsloten door een bakstenen muur en er zijn twee toegangen met een dubbel metalen hek. 

## Britse oorlogsgraven
Aan de noordzijde van de kerk liggen drie graven van gesneuvelde Britse mariniers uit de Tweede Wereldoorlog. Eén ervan is van David Williams wiens stoffelijke resten in 2010 werden teruggevonden. In 2015 kon hij geïdentificeerd worden en op 8 juni 2016 werd hij hier met militaire eer begraven.
De graven worden onderhouden door de Commonwealth War Graves Commission alwaar ze geregistreerd staan onder Waspik Protestant Churchyard.